# Friedl Hofbauer
Friedl Hofbauer (Vienne, 19 janvier 1924 - 22 mars 2014) est une poétesse, traductrice et écrivaine pour enfant autrichienne. 